# افتلقوت (صلالة)
افتلقوت منطقة سكنية تقع في ولاية صلالة، التابعة لمحافظة ظفار في سلطنة عمان. يقدر عدد سكانها بـ 223 نسمة حسب إحصاء عام 2010 التابع للمركز الوطني للإحصاء والمعلومات الحكومي. رمز المنطقة هو 20130271.
تعتبر منطقة افتلقوت من أجمل المناطق السياحية في محافظة ظفار وتقع غرب ولاية صلالة بعد معسكر عدونب بكيلومتر تقريبا أو أقل على طريق المغسيل، وهي سهل مرتفع ومنبسط ومساحات خضراء على مدى البصر، وتبعد المنطقة حوالي كيلومترين عن الشارع العام، وتتميز منطقة افتلقوت بمنظر خلاب وبتلالها الواسعة التي تكتسي اللون الأخضر في موسم الخريف وكذلك يوجد بها شواطئ جميلة ويمكن مشاهدة هذه الشواطئ من أعلى التلال المجاورة وافتلقوت طبيعة خلابة تهيم معها الخواطر وتسحر العيون إنها المدينة الحالمة خلف الضباب، كما يطلق عليها السياح.

## الوصلات الخارجية
- المركز الوطني للإحصاء والمعلومات، سلطنة عمان